# هیدروکسی‌اتیل سلولز
هیدروکسی‌اتیل سلولز (به انگلیسی: Hydroxyethyl cellulose) با فرمول شیمیایی variable یک ترکیب شیمیایی است. که جرم مولی آن متغیر می‌باشد. 